# آرمن موسسیان
آرمن موسسیان (ارمنی: Արմեն Մովսեսյան؛ زادهٔ) موسیقی‌دان اهل ارمنستان است. یک نوازنده ویولن است. 

به طور رسمی او موسیقی را از کودکی آموخت. آرمن موسسیان مدرک دیپلم دبیرستان خود را به خاطر استعدادش در موسیقی از مدرسه موسیقی چایکوفسکی دریافت کرد، آرمن مدرک کارشناسی و کارشناسی ارشد خود را از کنسرواتوار ایروان به نام کومیتاس دریافت کرد. او یکی از پنجاه و چهار ویولونیست جهان است که به رقابت‌های بین‌المللی ویولن در ایندیاناپولیس در سال ۱۹۹۰ دعوت شد.